# باشگاه فوتبال سن خوزه ارث‌کوئیکز
سن خوزه ارث‌کوئکز (به انگلیسی: San Jose Earthquakes) یک تیم فوتبال در شهر سان خوزه، کالیفرنیا در آمریکا است که در لیگ برتر فوتبال آمریکا (ام ال اس) بازی می‌کند. خداداد عزیزی و استیون بیت‌آشور و پرویز قلیچ خانی بازیکن ایرانی-آمریکایی سابقه بازی در این تیم را دارند.

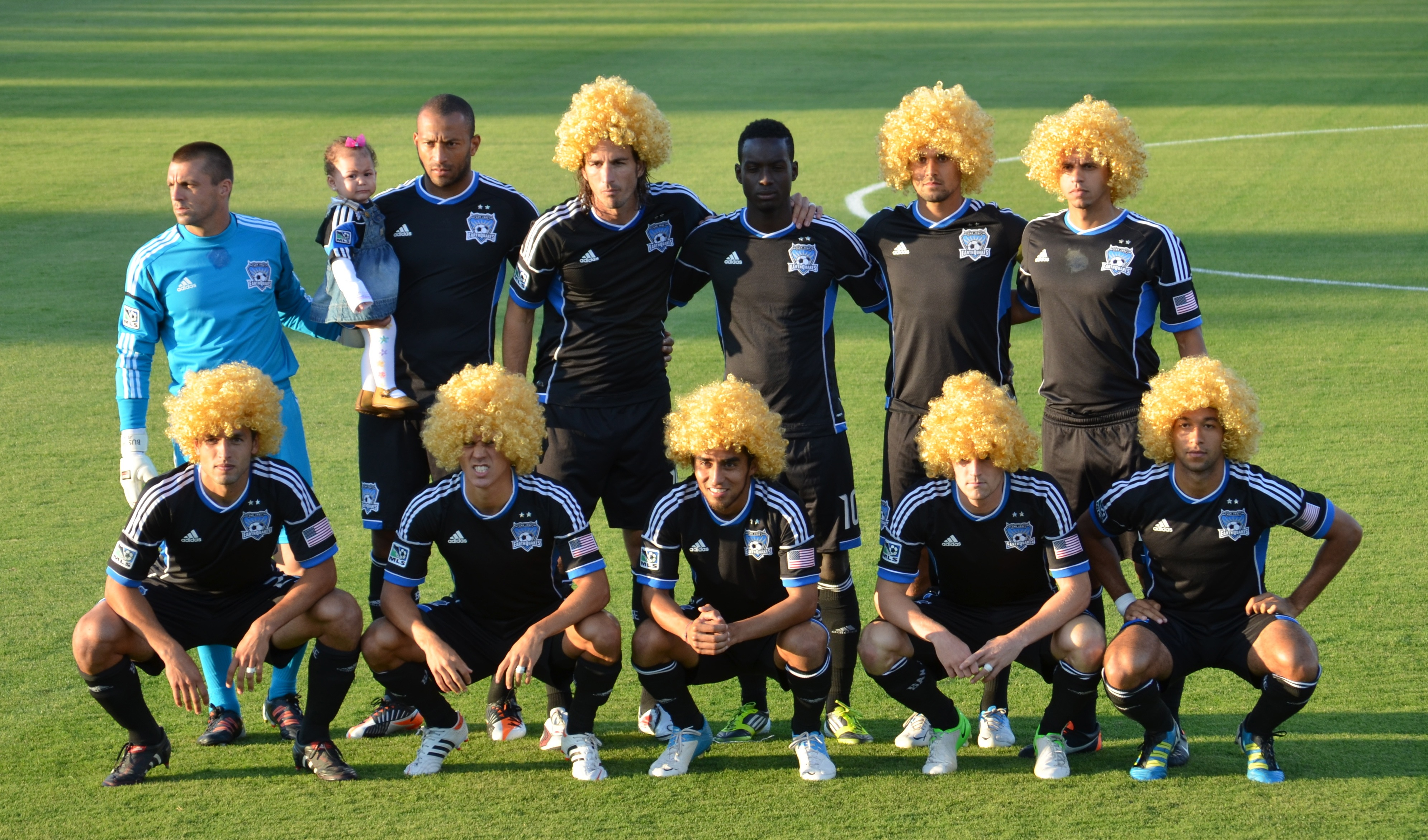